# Senyék
Senyék (szlovákul: Seniakovce) község Szlovákiában, az Eperjesi kerület Eperjesi járásában.

## Fekvése
Eperjestől 20 km-re délre, a Tarca jobb partján fekszik.

## Története
1289-ben „Scine” alakban említik először, mint Somosi Péter birtokát. A 14. századtól „Senek”, „Senyek” alakban említik az oklevelek. 1427-ben 15 portája adózott a sebesi Sinkó családnak. 1600-ban evangélikus templom, plébánia és 11 ház állt a faluban. A 17. században a Dóczy család volt a fő birtokosa. 1623-ban malmot is említenek a településen. 1715-ben 8, 1720-ban 6 adózó háztartása volt. 1787-ben 14 házában 114 lakos élt.
A 18. század végén Vályi András így ír róla: „SENYIG. Senakovecz. Tót falu Sáros Várm. földes Ura Péchy Uraság, lakosai külömbfélék, fekszik Bükéhez nem meszsze, mellynek filiája; határja is hozzá hasonlító.”
1828-ban 14 háza és 127 lakosa volt, akik földműveléssel, fuvarozással foglalkoztak.
Fényes Elek 1851-ben kiadott geográfiai szótárában így ír a faluról: „Senyik, Senakowce, orosz-tót falu, Sáros vgyében, a Tarcsa mellett, közel Abaujhoz, 69 2., 62 gör. kath., 56 evang. lak. F. u. Péchy. Ut. p. Böki.”
1920 előtt Sáros vármegye Lemesi járásához tartozott.

## Népessége
| Év:            | 1994. | 2004.    | 2014.    | 2024.    |
| -------------- | ----- | -------- | -------- | -------- |
| Emberek száma: | 101   | 121      | 135      | 187      |
| Eltérés:       |       | +19,80 % | +11,57 % | +38,51 % |

| Év:            | 2023. | 2024.   |
| -------------- | ----- | ------- |
| Emberek száma: | 175   | 187     |
| Eltérés:       |       | +6,85 % |

1910-ben 121, túlnyomórészt szlovák lakosa volt.
2001-ben 110 lakosából 106 szlovák volt.
2011-ben 133 lakosából 129 szlovák.

## Nevezetességei
- Római katolikus temploma a 13.-14. században épült.
- Klasszicista kúriája az 1830-as években épült, később szecessziós stílusban építették át.